# WASP-85
Désignations
WASP-85, également désigné K2-94 et BD+07°2474, est un système stellaire binaire visuel dont l'une des deux étoiles abrite un système planétaire contenant au moins une planète. Il est distant d'environ ∼ 465 a.l. (∼ 143 pc) de la Terre.

## Structure
Le système est hiérarchique :
|  | WASP-85 Aa      |
|  |                 |
|  | WASP-85 Ab (en) |
|  |                 |

|  | WASP-85 B |
|  |           |

|  | WASP-85 Aa      |
|  |                 |
|  | WASP-85 Ab (en) |
|  |                 |

|  | WASP-85 B |
|  |           |

## WASP-85 A

### WASP-85 Ab
WASP-85 Ab est une exoplanète qui tourne autour de  WASP-85 A. Sa masse et son rayon indiquent une composition similaire à Jupiter. Mais contrairement à cette dernière, son orbite est très proche de son étoile. Elle est répertoriée comme étant une Jupiter chaude